# Apollo-Theater (Nürnberg)

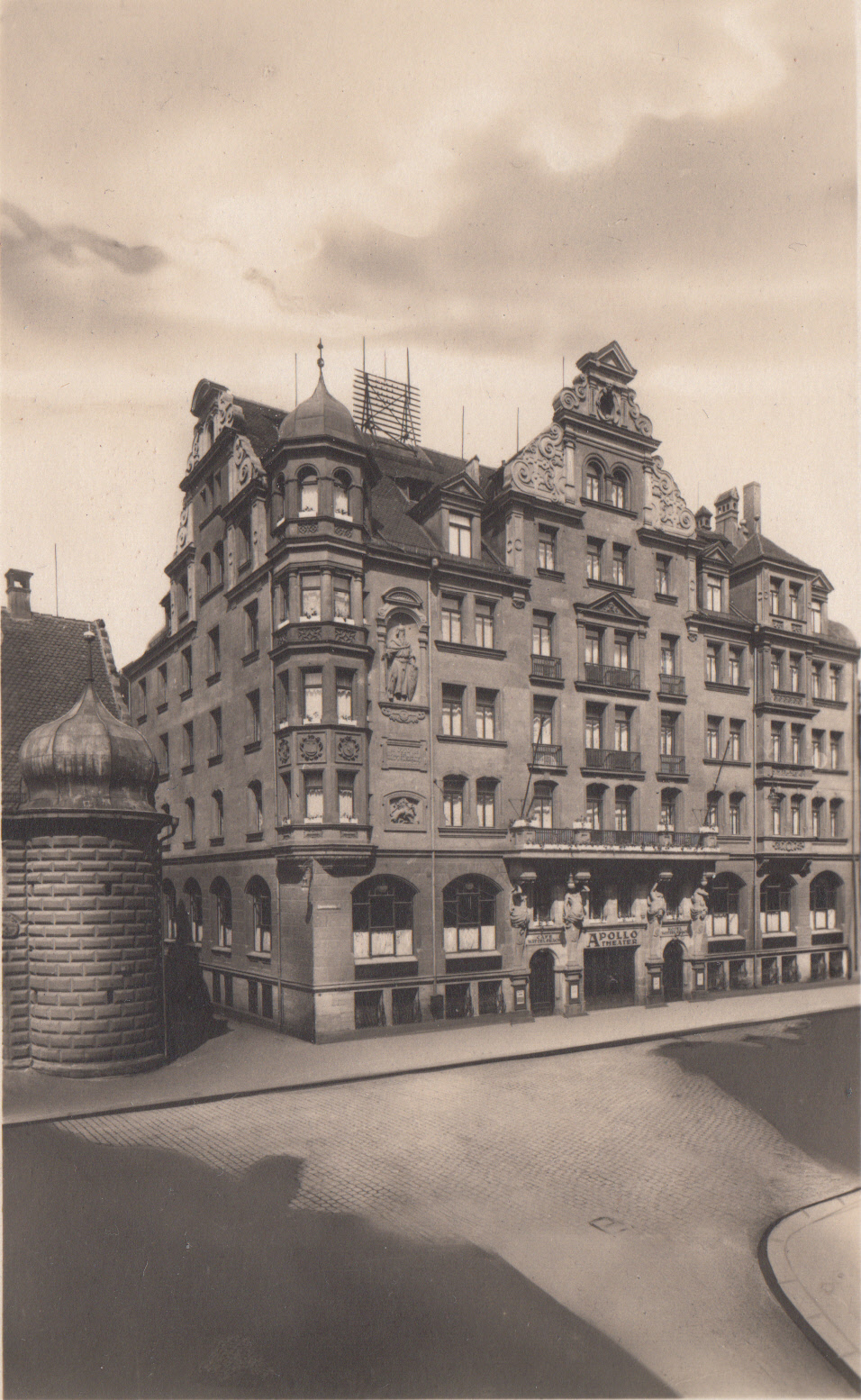
Apollo-Theater (1910)

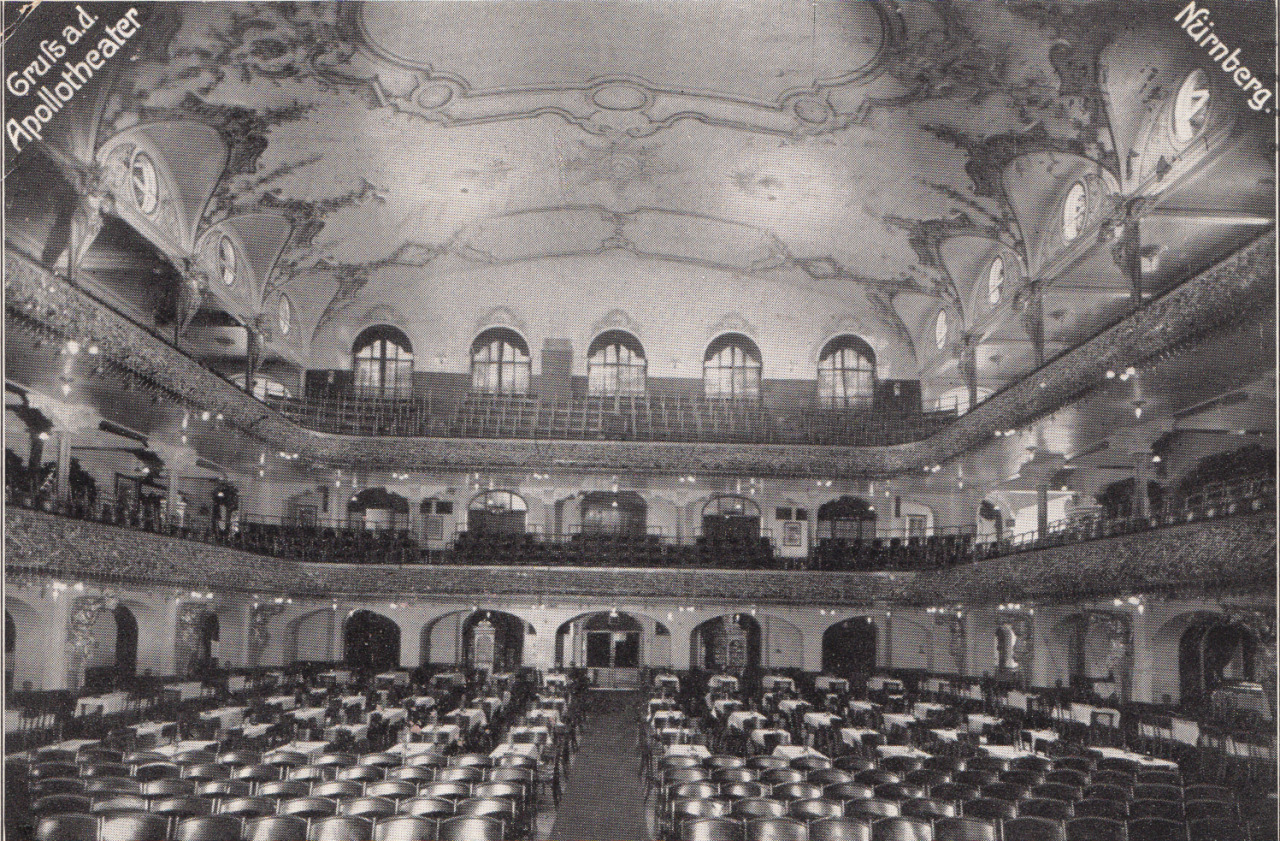
Innenraum (1917)

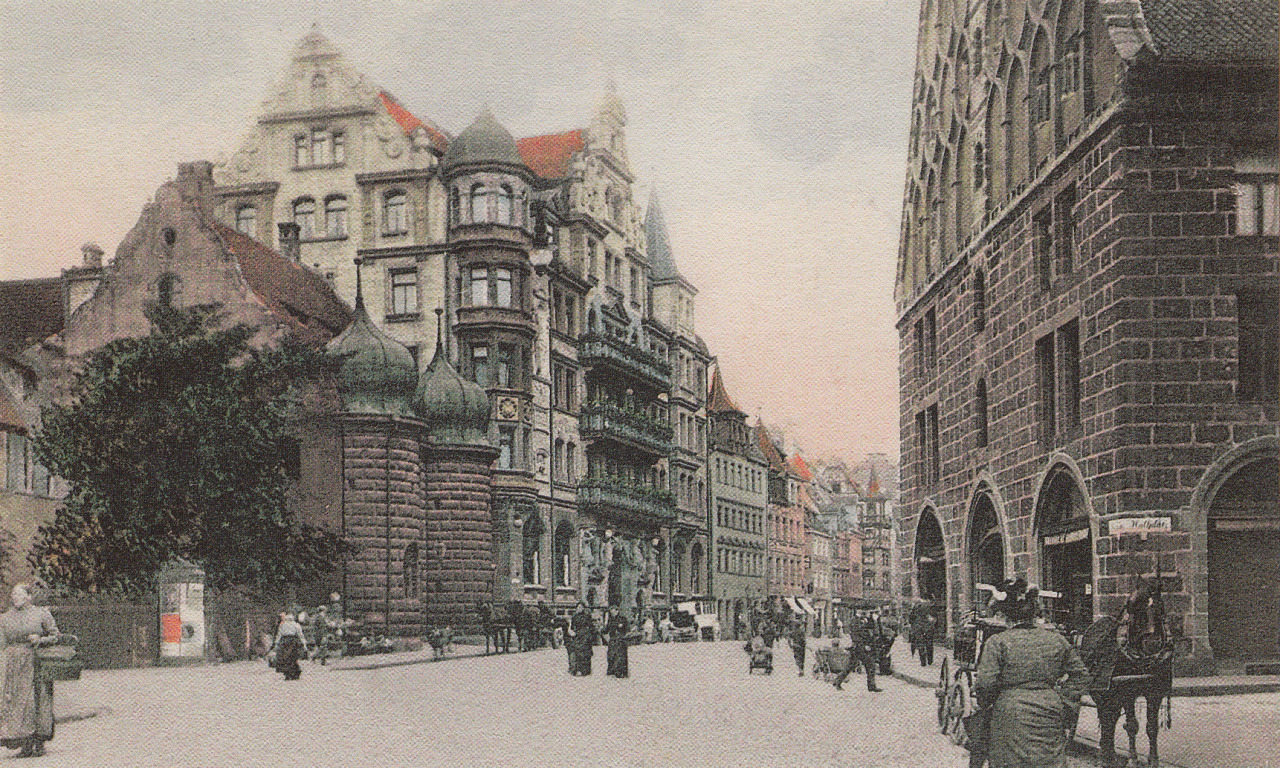
Straßenansicht um 1900

Das Apollo-Theater war ein Theater, Varieté und Lichtspieltheater in der Pfannenschmiedsgasse 22 in Nürnberg.

## Geschichte
Das Apollo-Theater entstand 1896 in der Pfannenschmiedsgasse 22 als Neubau an dem Hotel Wittelsbach neben dem Zeughaus. Es wurde am 11. Juli 1896 eröffnet. Bauherr und Betreiber war der Hotelier und Kaufmann Johann Baptist Zetlmeier (1858–1933), Architekt war Emil Hecht aus Nürnberg. Der Saal verfügte über mehr als 2000 Sitzplätze im Parkett und den Logen sowie über eine Bühne. Im Theater fanden Varieteveranstaltungen, Operetten, Lustspiele, Theater, Artisten- und Akrobatikvorstellungen statt. Bedeutende nationale und internationale Künstler wie der legendäre Entfesselungskünstler Harry Houdini, der japanische Schrägseilkünstler Little All Right, die australische Tänzerin Saharet, die Akrobatenfamilie Sylvester Schäffer, der Sänger und Komiker Otto Reutter, die amerikanische Drahtseilkünstlerin Bird Millman und der Kabarettist Hermann Strebel traten unter vielen Anderen im Theater auf.
Im Jahr 1914 fand eine Renovierung durch Ludwig Ruff statt und die ersten Lichtspielvorführungen wurde ins Programm des Varietes integriert. Nachdem Zetlmeier das Hotel und das Theater wegen Insolvenz verkaufen musste, betrieb er das Variete noch weiter. Als Direktor war Otto Hiller eingesetzt, unter dem der Saal 1927 zum Kino mit 1700 Plätzen umgebaut wurde, das über eine Welte-Kino-Orgel verfügte. 1937 wurde der Saal wieder umgebaut, der Kinobetrieb eingestellt und auf Varieté umgestellt.
Bei einem Bombenangriff im Januar 1945 wurde das Apollo-Theater zerstört. 1947 eröffnete im notdürftig hergestellten Saal erneut ein Kino. 1954 kaufte die „Union vereinigter Kaufstätten GmbH“ München (Kaufhaus Hertie) den Komplex, und das Kino wurde geschlossen. Nach dem Abriss wurde ein Hertie-Kaufhaus errichtet, das von 1956 bis 1997 bestand. 1999 wurde im umgebauten Gebäude das Kaufhaus „City-Point“ neu eröffnet.
Von 1961 bis 1996 bestand in der Vorderen Sterngasse ein Kino, das ebenfalls den Namen Apollo trug. Es hatte mit dem Apollo-Theater jedoch nur den Namen gemein.

## Persönlichkeiten
- Theodor Ludwig Karl Krieghoff (1879–1946), Komponist, Musiker, Militärmusiker, war im Theaterorchester für acht Monate als Waldhornist tätig